# Avari (Caucaso)

Bandiera della Avari

Gli avàri (autodesignazione: аварал, магІарулал awaral, maharulal) sono un popolo del Caucaso, concentrato nel Daghestan, dove costituiscono il gruppo etnico principale.
Abitano principalmente le regioni montuose del Daghestan e, in parte, alcune zone pianeggianti come i rajon di Bujnaksk e di Chasavjurt'. 
Alcuni nuclei di avari vivono in Cecenia, in Calmucchia, in Azerbaigian (specie nelle regioni di Balakən e Zagatala), in Georgia (gli "avari kvareli") e in Turchia.
Nel 2002 gli avari erano circa 800.000 di cui 757.000 vivevano in Russia e, di questi, più di 700.000 in Daghestan. Stando alle rilevazioni del 2001, solo il 32% di essi vive nei centri urbani.

## Lingua
La lingua degli avari appartiene al sottogruppo avaro-andi-tsez delle lingue caucasiche settentrionali (famiglia, questa, nota anche come Nakh-Daghestan o alarodiana).
La lingua avara usa l'alfabeto cirillico che rimpiazzò quello arabo, usato sino al 1927, e latino, impiegato tra il 1927 e il 1938. Inoltre, l'avaro rappresenta la lingua di maggioranza e di prestigio del Daghestan ed è tramandata in alfabeto arabo fin dal Seicento. Con la scoperta delle iscrizioni bilingui avaro-georgiane la sua più antica attestazione risale fino all'Anno mille. Più del 60% degli avari che vivono nel Daghestan parla anche il russo come seconda lingua.